# Kostel svatého Vavřince (Havraň)
Kostel svatého Vavřince je římskokatolický kostel zasvěcený sv. Vavřinci v Havrani v okrese Most. Jeho současná barokní podoba vychází z přestavby v 18. století. Je chráněn jako kulturní památka České republiky.

## Historie
První písemná zmínka o kostele pochází z roku 1337, kdy Ješek z Havraně a Štěpán z Hrušovan a Moravěvsi vedli spor o patronátní právo nad zdejším farním kostelem.
Původně gotický kostel byl v 18. století stavebně upraven v barokním slohu.

## Architektura
Kostel obklopený hřbitovem se nachází na jižním návrší nad obcí. Jedná se jednolodní stavbu s pětiboce zakončeným presbytářem. Na severní straně lodi se nachází sakristie a na jižní straně předsíň. Hranolovitá věž stojí v severozápadním nároží.
Z období před barokní přestavbou se dochovala hrotitá okna s kružbami a na jižní straně gotický portál s reliéfem. Presbytář má křížovou klenbou, v severní stěně se nachází gotický sanktuář s původní mříží a renesančním rámem z doby kolem roku 1600.